# 三门峡市
三门峡市，古称陕州，是中华人民共和国河南省下辖的地级市，位于河南省西部。市境东接洛阳市，南界南阳市，西与陕西省渭南市、商洛市相邻，北隔黄河与山西省运城市相望。地处豫西山区和黄土丘陵地带，市区位于黄河南岸，洛河和涧河流经境内。全市总面积9,936平方公里，总人口203.7万人，市人民政府驻湖滨区崤山中路47号。三门峡是陇海铁路上重要的城市，伴随着黄河第一坝——三门峡水利枢纽的建设而崛起的一座新兴城市。市鸟为白天鹅和红腹锦鸡。

## 名称由来
相传大禹治水，使神斧将高山劈成“人门”、“神门”、“鬼门”三道峡谷，河道中由鬼石和神石将河道分成三流，如同有三座门，三门峡由此得名。三门峡水库建成后，将神石和鬼石作为坝基。

## 历史
古为夏商王朝统治的中心区域。西周时属焦国、虢国。周成王时，周公和召公以陕原为界，分周而治。《括地志》记：“周、召分陕，不因城名，从原而界也”。春秋时期先属虢，后属晋。战国分属韩、秦、魏等国。秦置陕县，属三川郡。西汉高帝二年（前205年）改三川郡为河南郡。元鼎四年（前113年）于函谷关边置弘农郡，治弘农县（今灵宝市东北），陕县属之。东汉及魏晋沿袭。
北魏太和十一年（487年）置陕州，治陕县（今陕州区）。太和十八年（494年）废陕州。北魏宣武帝改陕县为北陕县。东魏天平初复置陕州。西魏大统三年（537年）再废。北周北陕县复名陕县，明帝年间复置陕州。
隋大业三年（607年）废陕州，陕县属河南郡。义宁元年（617年）于陕县复置弘农郡。唐武德元年（618年）改弘农郡为陕州。天宝元年（742年）改陕州为陕郡。乾元元年（758年）复为陕州。天祐元年（904年）改陕州为兴唐府。唐哀帝时恢复陕州。

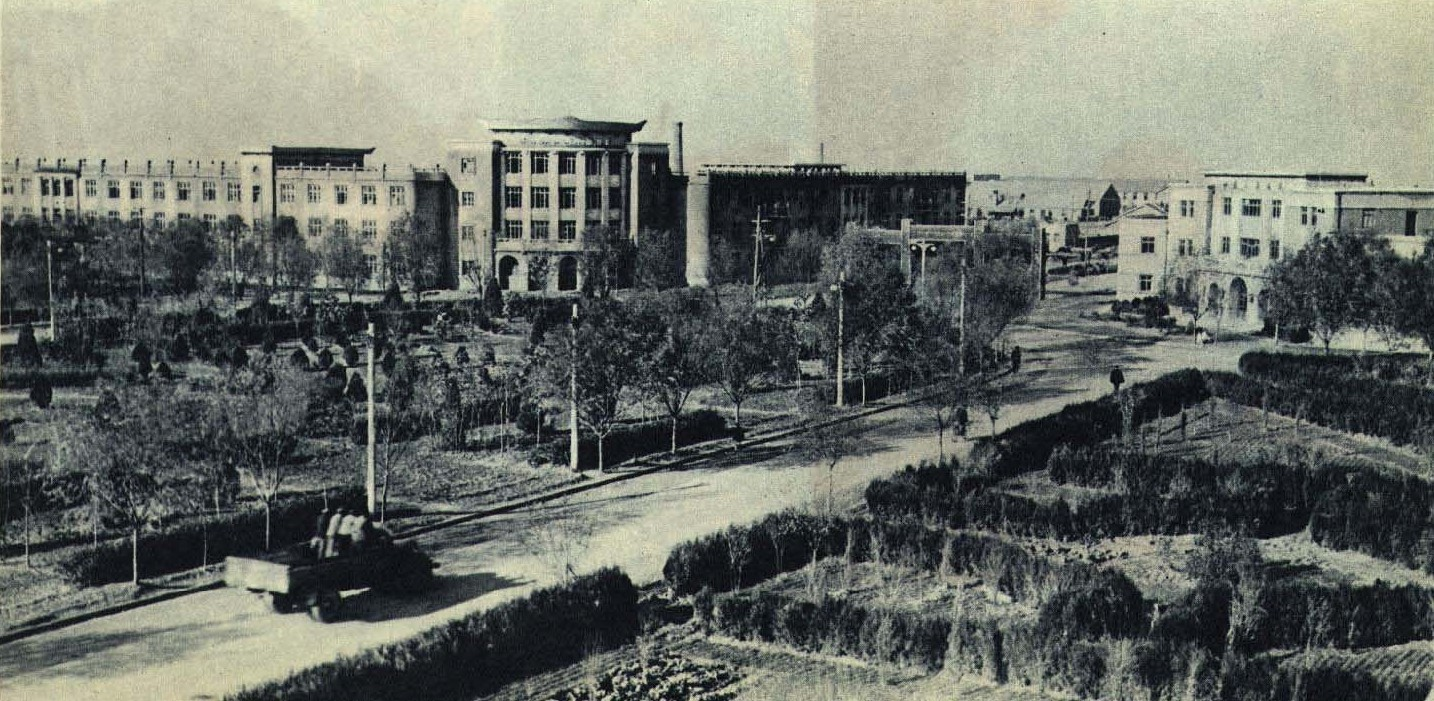
1962年 三门峡市

北宋陕州属永兴军路。金代属南京路。元代属河南府路。明洪武元年（1368年）废陕县入陕州，属河南府。清雍正二年（1724年）改陕州为陕州直隶州。民国二年（1913年）废府改县，陕县属豫西道，次年改为河洛道。1928年废道制。民国二十一年（1932年）陕县属河南省第十一行政督察区。
中华人民共和国成立后，陕县属陕州专区，为专署驻地。1952年陕州专区并入洛阳专区。1957年3月，经国务院批准，析陕县会兴等七乡设立三门峡市，由省直辖。1962年改由洛阳专区管辖。1969年洛阳专区改称洛阳地区。1986年1月，撤销洛阳地区，三门峡市升为地级市，将渑池、陕县、灵宝、卢氏4县划归三门峡市管辖，义马市由三门峡市代管；同年5月设立湖滨区。2015年2月，撤销陕县，设立陕州区。

## 地理
三门峡市位于河南西部，豫、晋、陕三省交界，东连洛阳，南接南阳，西与陕西渭南接壤，北隔黄河与山西运城相望。
三门峡市三面环山，一面环水，地势西南高、东北低，海拔高度一般在300—1500米之间，位于灵宝境内的老鸦岔海拔2413.8米，是河南省最高峰。全市总面积10496平方公里，其中山区占54.8%，丘陵占36%，平原占9.2%。三门峡市地处中纬度内陆区，属暖温带大陆性季风气候。历年平均气温13.2℃，年平均日照2354.3小时，平均日照率51%，历年无霜期184——218天，平均年降雨量550——800毫米。全市河流水系除黄河外，还有洛河、弘农河、老灌河三大河流和众多支流，分属黄河、长江两大水系。
三门峡下游河中心有一块巨石在河道中挺立，经河水猛烈冲击，屹立几千年而不倒，叫做“砥柱山”，中国的成语“中流砥柱”就由此而来。
| 三门峡市气象数据（1971年至2000年） | 三门峡市气象数据（1971年至2000年） | 三门峡市气象数据（1971年至2000年） | 三门峡市气象数据（1971年至2000年） | 三门峡市气象数据（1971年至2000年） | 三门峡市气象数据（1971年至2000年） | 三门峡市气象数据（1971年至2000年） | 三门峡市气象数据（1971年至2000年） | 三门峡市气象数据（1971年至2000年） | 三门峡市气象数据（1971年至2000年） | 三门峡市气象数据（1971年至2000年） | 三门峡市气象数据（1971年至2000年） | 三门峡市气象数据（1971年至2000年） | 三门峡市气象数据（1971年至2000年） |
| 月份                               | 1月                                | 2月                                | 3月                                | 4月                                | 5月                                | 6月                                | 7月                                | 8月                                | 9月                                | 10月                               | 11月                               | 12月                               | 全年                               |
| ---------------------------------- | ---------------------------------- | ---------------------------------- | ---------------------------------- | ---------------------------------- | ---------------------------------- | ---------------------------------- | ---------------------------------- | ---------------------------------- | ---------------------------------- | ---------------------------------- | ---------------------------------- | ---------------------------------- | ---------------------------------- |
| 历史最高温 °C（°F）                | 15.6 (60.1)                        | 23.3 (73.9)                        | 28.9 (84.0)                        | 36.7 (98.1)                        | 39.8 (103.6)                       | 40.2 (104.4)                       | 40.1 (104.2)                       | 39.0 (102.2)                       | 38.6 (101.5)                       | 33.3 (91.9)                        | 26.3 (79.3)                        | 16.6 (61.9)                        | 40.2 (104.4)                       |
| 平均高温 °C（°F）                  | 4.6 (40.3)                         | 7.9 (46.2)                         | 13.5 (56.3)                        | 21.3 (70.3)                        | 26.8 (80.2)                        | 30.9 (87.6)                        | 31.6 (88.9)                        | 30.3 (86.5)                        | 25.5 (77.9)                        | 20.0 (68.0)                        | 12.5 (54.5)                        | 6.3 (43.3)                         | 19.3 (66.7)                        |
| 日均气温 °C（°F）                  | −0.3 (31.5)                        | 2.7 (36.9)                         | 8.1 (46.6)                         | 15.3 (59.5)                        | 20.6 (69.1)                        | 24.9 (76.8)                        | 26.4 (79.5)                        | 25.4 (77.7)                        | 20.3 (68.5)                        | 14.4 (57.9)                        | 7.3 (45.1)                         | 1.3 (34.3)                         | 13.9 (56.9)                        |
| 平均低温 °C（°F）                  | −4.1 (24.6)                        | −1.2 (29.8)                        | 3.8 (38.8)                         | 10.3 (50.5)                        | 15.2 (59.4)                        | 19.6 (67.3)                        | 22.4 (72.3)                        | 21.5 (70.7)                        | 16.3 (61.3)                        | 10.1 (50.2)                        | 3.3 (37.9)                         | −2.4 (27.7)                        | 9.6 (49.2)                         |
| 历史最低温 °C（°F）                | −12.5 (9.5)                        | −10.9 (12.4)                       | −6.2 (20.8)                        | −0.3 (31.5)                        | 4.7 (40.5)                         | 12.4 (54.3)                        | 16.1 (61.0)                        | 12.8 (55.0)                        | 6.5 (43.7)                         | −2.1 (28.2)                        | −8.0 (17.6)                        | −12.8 (9.0)                        | −12.8 (9.0)                        |
| 平均降水量 mm（）                  | 5.7 (0.22)                         | 7.4 (0.29)                         | 22.1 (0.87)                        | 38.7 (1.52)                        | 51.8 (2.04)                        | 65.7 (2.59)                        | 112.6 (4.43)                       | 95.4 (3.76)                        | 84.0 (3.31)                        | 50.1 (1.97)                        | 20.1 (0.79)                        | 5.4 (0.21)                         | 559.0 (22.01)                      |
| 平均降水天数（≥ 0.1 mm）           | 3.3                                | 3.6                                | 5.7                                | 7.1                                | 7.7                                | 8.9                                | 10.5                               | 10.1                               | 9.4                                | 8.3                                | 5.4                                | 2.8                                | 82.8                               |
| 来源：中国天气网                   |                                    |                                    |                                    |                                    |                                    |                                    |                                    |                                    |                                    |                                    |                                    |                                    |                                    |

## 政治

### 现任领导
| 机构     | · 中国共产党 · 三门峡市委员会 | 三门峡市人民代表大会 常务委员会 | 三门峡市人民政府  | · 中国人民政治协商会议 · 三门峡市委员会 |
| 职务     | 书记                          | 主任                            | 市长              | 主席                                    |
| -------- | ----------------------------- | ------------------------------- | ----------------- | --------------------------------------- |
| 姓名     | 徐相锋                        | 栗金强                          | 柳波              | 王载文（女）                            |
| 民族     | 汉族                          | 汉族                            | 汉族              | 汉族                                    |
| 籍贯     | 河南省清丰县                  | 河南省南阳市                    | 河南省上蔡县      | 河南省淇县                              |
| 出生日期 | 1971年4月（54歲）             | 1965年12月（59歲）              | 1980年9月（44歲） | 1968年1月（57歲）                       |
| 就任日期 | 2025年8月                     | 2021年12月                      | 2025年8月         | 2020年5月                               |

### 历任领导
| 市委书记 - 杨光喜（1986年2月－1988年6月） - 吉长荣（1988年7月－1990年7月） - 王如珍（1990年7月－1995年9月） - 孙善武（1995年11月－2001年1月） - 申振君（2001年1月－2004年2月） - 连子恒（2004年4月－2008年3月） - 李文慧（2008年3月－2011年5月） - 杨树平（2011年5月－2015年7月） - 刘南昌（2016年8月－2023年3月） - 范付中（2023年3月－2025年7月） - 徐相锋（2025年8月－） | 市长 - 王如珍（1986年2月－1990年7月） - 张应祥（1990年7月－1992年1月） - 余文华（1992年1月－1996年3月） - 孔玉芳（1996年3月－1998年2月） - 申振君（1998年2月－2001年1月） - 连子恒（2001年1月－2004年2月） - 李文慧（2004年3月－2008年3月） - 杨树平（2008年3月－2011年5月） - 赵海燕（2011年6月－2015年11月） - 安伟（2015年12月－2021年7月） - 范付中（2021年7月－2023年3月） - 徐相锋（2023年3月－2025年8月） - 柳波（2025年8月－） |

### 行政区划
三门峡市下辖2个市辖区、2个县，代管2个县级市。
- 市辖区：湖滨区、陕州区
- 县级市：义马市、灵宝市
- 县：渑池县、卢氏县

## 经济
据统计，2020年三门峡市地区生产总值为1450.7亿元人民币，较上年实际增长3.1%。其中，第一产业增加值146.9亿元，较上年增长2.8%；第二产业增加值687.3亿元，增速3.4%；第三产业增加值616.5亿元，增速2.7%。

## 人口
2022年末，全市常住人口203.7万人，其中城镇常住人口119.39万人，乡村常住人口84.31万人；常住人口城镇化率为58.61%，比上年末提高0.58个百分点。
根据2020年第七次全国人口普查，全市常住人口为2,034,872人。同第六次全国人口普查的2,234,018人相比，十年共减少了199,146人，下降8.91%，年平均增长率为-0.93%。其中，男性人口为1,029,093人，占总人口的50.57%；女性人口为1,005,779人，占总人口的49.43%。总人口性别比（以女性为100）为102.32。0－14岁的人口为373,060人，占总人口的18.33%；15－59岁的人口为1,259,192人，占总人口的61.88%；60岁及以上的人口为402,620人，占总人口的19.79%，其中65岁及以上的人口为278,400人，占总人口的13.68%。居住在城镇的人口为1,165,164人，占总人口的57.26%；居住在乡村的人口为869,708人，占总人口的42.74%。

### 民族
全市常住人口中，汉族人口为2,025,301人，占99.53%；各少数民族人口为9,571人，占0.47%。与2010年第六次全国人口普查相比，汉族人口减少198,157人，下降8.91%，占总人口比例下降0个百分点；各少数民族人口减少989人，下降9.37%，占总人口比例下降0个百分点。

## 交通

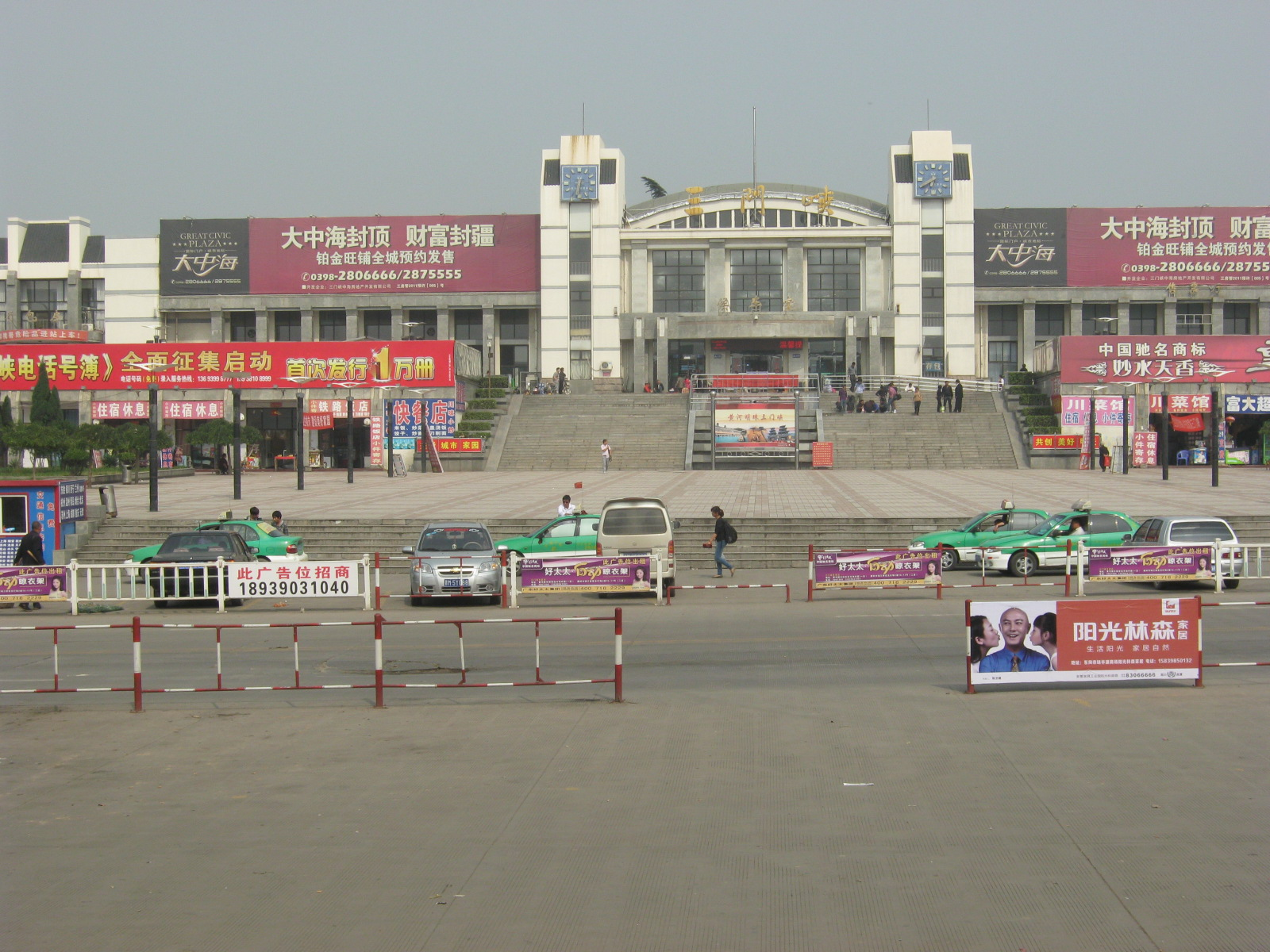
三门峡站

三门峡市交通便利，境内有陇海铁路（连云港—兰州）、浩吉铁路（浩勒报吉—吉安）、徐兰客运专线（徐州—兰州）、 连霍高速（连云港－霍尔果斯）、 呼北高速（呼和浩特—北海）、 310国道（连云港—天水）、 209国道（呼和浩特—北海）等交通干线。

### 铁路

#### 国家干线
- 陇海铁路：三门峡站，三门峡西站，灵宝站，渑池站，义马站
- 徐兰客运专线：三门峡南站，灵宝西站，渑池南站

#### 地方铁路
- 湖大铁路(2004年前办理过通勤客运，2004年至2024年主要运送石油，现仅部分区段有旅游列车）[16][17]

## 全国重点文物保护单位
- 仰韶村遗址
- 虢国墓地
- 北阳平遗址
- 庙底沟遗址
- 宝轮寺塔
- 鸿庆寺石窟
- 不召寨遗址
- 卢氏城隍庙
- 陕县安国寺
- 庙上村地坑窑院

## 旅游
- 熊耳山景区，位于卢氏县境内，2013年成为国家4A级旅游景区。
- 天鹅湖湿地公园，每年冬季有数万只从西伯利亚飞来的天鹅在此过冬，为中国内陆最大的白天鹅栖息地。
- 三门峡大坝
- 函谷关
- 虢国遗址博物馆
- 茅津渡遗址